# Domači puran
Domači puran (znanstveno ime Meleagris gallopavo domesticus) je domača žival, ki so jo v Evropo dobili iz Severne Amerike, kjer živi tudi v divjini po gozdovih. Zanj je značilna poudarjena golša, ki pri odraslem samcu doseže velikost do 5 cm.
Udomačili so ga v Mehiki še v času preden je Kolumb prispel v Ameriko. V Evropo so ga prinesli Španci okoli leta 1520. V letu 1880 so v Evropo pripeljali tudi divje purane (M. gallopavo), v želji da bi jih zaredili kot lovno divjad.